# Nova Prata do Iguaçu
Nova Prata do Iguaçu – miasto i gmina w Brazylii, w stanie Parana. Znajduje się w mezoregionie Sudoeste Paranaense i mikroregionie Francisco Beltrão.